# カミロ・ドバル
- カミロ・ドバール

カミロ・ドバル（Camilo Doval, 1997年7月4日 - ）は、ドミニカ共和国モンテ・プラタ州ヤマサ出身のプロ野球選手（投手）。右投右打。MLBのニューヨーク・ヤンキース所属。

## 経歴

### プロ入りとジャイアンツ時代
2015年にインターナショナル・フリーエージェントでサンフランシスコ・ジャイアンツと契約してプロ入り。契約金は10万ドル。当初は遊撃手であった。
2016年に投手に転向し、2019年まで傘下のマイナーチームでプレーした。
2020年オフにルール・ファイブ・ドラフトでの流出を防ぐために40人枠に登録された。
2021年は傘下のAAA級サクラメント・リバーキャッツで開幕を迎えた。4月16日にメジャーに昇格。18日のマイアミ・マーリンズ戦でメジャーデビューを果たした。9月にはスタットキャスト導入後ではブライアン・ウィルソン以来、球団史上2人目となる102mph以上を記録した投手となった。同月にはロッド・ベックを抜き球団史上最年少でのセーブを記録し、以降は抑えを務めた。ポストシーズンではロサンゼルス・ドジャースとのディビジョンシリーズ第1戦で4点リードの9回に登板し、無失点に抑えた。その後第3戦では1点リードの8回から登板し、2イニングで1人の走者も許さずセーブを記録した。ポストシーズンで2イニング以上を投げて1人の走者も許さずにセーブを記録したルーキーは、少なくとも1969年以降では史上初であった。勝利した方がシリーズ勝利となる第5戦でも同点の8回途中から登板したが、9回にコディ・ベリンジャーに決勝点となる適時打を浴び敗戦投手となった。
2022年は開幕から抑えを務め、クローザーとして初のフルシーズンを過ごした。68試合に登板し6勝6敗、27セーブ（ナショナルリーグ6位）、30セーブ機会、68救援登板（ナショナルリーグ6位）、51試合無失点（ナショナルリーグ2位）、防御率2.53、67.2イニングで80奪三振を記録した。平均球速99マイル（約150キロ）はMLB最速1%にランクインした。9月のナショナルリーグ月間最優秀救援投手にも選ばれた。
2023年はシーズン開幕前の3月に開催された第5回ワールド・ベースボール・クラシック（WBC）のドミニカ共和国代表に選出された。シーズンでは5月にナショナル・リーグ月間最優秀救援投手に選ばれ、通算3度目の受賞となった。5月の14試合に登板し、13.2イニングを投げ、11回のセーブ機会全てを成功させ、防御率1.32、23奪三振を記録した。また、自身初となるMLBオールスターゲームに選出された。選出当時26試合の登板で38.0イニングを投げ、2勝2敗、防御率1.89、53奪三振、MLB最多の24セーブを記録していた。オールスターゲームではジャイアンツ所属選手として史上8人目の勝利投手となった。最終的には39セーブを記録し、デビッド・ベッドナーと共にナショナルリーグの最多セーブ投手に輝いた。
2024年はシーズン半ばから制球に苦しみ、最後までコントロールを修正できずにシーズンを終えた。8月にはマイナー落ちも経験し、ライアン・ウォーカーにクローザーを譲った。最終的な成績は防御率4.88、WHIP1.58、23セーブだった。
2025年6月25日のサンディエゴ・パドレス戦でMLB通算100セーブを記録。後述の移籍前までに47試合に登板して4勝2敗15セーブ7ホールド、防御率3.09、50奪三振などを記録していた。

### ヤンキース時代
2025年7月31日にヘスス・ロドリゲスらマイナー3選手とのトレードでニューヨーク・ヤンキースへ移籍した。

## 選手としての特徴
| 球種       | 割合 | 平均球速 | 平均球速 | 最高球速 | 最高球速 |
| 球種       | %    | mph      | km/h     | mph      | km/h     |
| ---------- | ---- | -------- | -------- | -------- | -------- |
| スライダー | 43.6 | 87.7     | 141.1    | 104      | 167.4    |
| カッター   | 30.5 | 99.4     | 160      | 104      | 167.4    |
| シンカー   | 25.9 | 98.4     | 158.4    | 104      | 167.4    |

サイドスローに近い投球フォームから投げ込む最速104mph（約167.4km/h）のカッター軌道を描くフォーシームと80mph後半のスライダー、シンカーを投げる。

## 人物
農夫の父親と小学校教師の母親の間に生まれる。なお、両親は既に離婚している。
自身は4兄弟の三男だが、異父母兄弟を含めると合計23兄弟にもなり、WhatsAppのグループチャットで頻繁に連絡を取り合っている。

## 詳細情報

### 年度別投手成績
| 年 度    | 球 団    | 登 板 | 先 発 | 完 投 | 完 封 | 無 四 球 | 勝 利 | 敗 戦 | セ 丨 ブ | ホ 丨 ル ド | 勝 率 | 打 者 | 投 球 回 | 被 安 打 | 被 本 塁 打 | 与 四 球 | 敬 遠 | 与 死 球 | 奪 三 振 | 暴 投 | ボ 丨 ク | 失 点 | 自 責 点 | 防 御 率 | W H I P |
| -------- | -------- | ----- | ----- | ----- | ----- | -------- | ----- | ----- | -------- | ----------- | ----- | ----- | -------- | -------- | ----------- | -------- | ----- | -------- | -------- | ----- | -------- | ----- | -------- | -------- | ------- |
| 2021     | SF       | 29    | 0     | 0     | 0     | 0        | 5     | 1     | 3        | 6           | .833  | 109   | 27.0     | 19       | 4           | 9        | 2     | 1        | 37       | 2     | 0        | 10    | 9        | 3.00     | 1.04    |
| 2022     | SF       | 68    | 0     | 0     | 0     | 0        | 6     | 6     | 27       | 1           | .500  | 286   | 67.2     | 54       | 4           | 30       | 2     | 3        | 80       | 4     | 0        | 27    | 19       | 2.53     | 1.24    |
| 2023     | SF       | 69    | 0     | 0     | 0     | 0        | 6     | 6     | 39       | 0           | .500  | 281   | 67.2     | 51       | 3           | 26       | 6     | 8        | 87       | 10    | 3        | 32    | 22       | 2.93     | 1.14    |
| 2024     | SF       | 62    | 0     | 0     | 0     | 0        | 5     | 3     | 23       | 5           | .625  | 271   | 59.0     | 54       | 5           | 39       | 2     | 2        | 78       | 7     | 0        | 35    | 32       | 4.88     | 1.58    |
| MLB：4年 | MLB：4年 | 228   | 0     | 0     | 0     | 0        | 22    | 16    | 92       | 12          | .579  | 947   | 221.1    | 178      | 16          | 104      | 12    | 14       | 282      | 23    | 3        | 104   | 82       | 3.33     | 1.27    |

- 2024年度シーズン終了時
- 各年度の太字はリーグ最高

### ポストシーズン投手成績
| 年 度     | 球 団     | シ リ ｜ ズ | 登 板 | 先 発 | 勝 利 | 敗 戦 | セ ｜ ブ | 打 者 | 投 球 回 | 被 安 打 | 被 本 塁 打 | 与 四 球 | 敬 遠 | 与 死 球 | 奪 三 振 | 暴 投 | ボ ｜ ク | 失 点 | 自 責 点 | 防 御 率 |
| --------- | --------- | ----------- | ----- | ----- | ----- | ----- | -------- | ----- | -------- | -------- | ----------- | -------- | ----- | -------- | -------- | ----- | -------- | ----- | -------- | -------- |
| 2021      | SF        | NLDS        | 3     | 0     | 0     | 1     | 1        | 14    | 3.2      | 2        | 0           | 0        | 0     | 1        | 2        | 0     | 0        | 1     | 1        | 2.45     |
| 出場：1回 | 出場：1回 | 出場：1回   | 3     | 0     | 0     | 1     | 1        | 14    | 3.2      | 2        | 0           | 0        | 0     | 1        | 2        | 0     | 0        | 1     | 1        | 2.45     |

- 2024年度シーズン終了時

### WBCでの投手成績
| 年 度 | 代 表          | 登 板 | 先 発 | 勝 利 | 敗 戦 | セ ｜ ブ | 打 者 | 投 球 回 | 被 安 打 | 被 本 塁 打 | 与 四 球 | 敬 遠 | 与 死 球 | 奪 三 振 | 暴 投 | ボ ｜ ク | 失 点 | 自 責 点 | 防 御 率 |
| ----- | -------------- | ----- | ----- | ----- | ----- | -------- | ----- | -------- | -------- | ----------- | -------- | ----- | -------- | -------- | ----- | -------- | ----- | -------- | -------- |
| 2023  | ドミニカ共和国 | 2     | 0     | 0     | 0     | 0        | 8     | 2.1      | 1        | 0           | 0        | 0     | 0        | 3        | 0     | 0        | 0     | 0        | 0.00     |

### 年度別守備成績
| 年 度 | 球 団 | 投手（P） | 投手（P） | 投手（P） | 投手（P） | 投手（P） | 投手（P） |
| 年 度 | 球 団 | 試 合     | 刺 殺     | 補 殺     | 失 策     | 併 殺     | 守 備 率  |
| ----- | ----- | --------- | --------- | --------- | --------- | --------- | --------- |
| 2021  | SF    | 29        | 0         | 3         | 0         | 0         | 1.000     |
| 2022  | SF    | 68        | 9         | 8         | 1         | 0         | .944      |
| 2023  | SF    | 69        | 2         | 4         | 1         | 0         | .857      |
| 2024  | SF    | 62        | 7         | 6         | 2         | 2         | .867      |
| MLB   | MLB   | 228       | 18        | 21        | 4         | 2         | .907      |

- 2024年度シーズン終了時

### タイトル
- 最多セーブ投手：1回（2023年）

### 記録
- MLBオールスターゲーム選出：1回（2023年）

### 背番号
- 75（2021年 - ）

### 代表歴
- 2023 ワールド・ベースボール・クラシック・ドミニカ共和国代表